# Вакаруса (Індіана)
Вакаруса (англ. Wakarusa) — місто (англ. town) в США, в окрузі Елкгарт штату Індіана. Населення — 1998 осіб (2020).

## Географія
Вакаруса розташована за координатами 41°31′54″ пн. ш. 86°0′48″ зх. д. / 41.53167° пн. ш. 86.01333° зх. д. (41.531555, -86.013278).  За даними Бюро перепису населення США в 2010 році місто мало площу 5,91 км², з яких 5,71 км² — суходіл та 0,20 км² — водойми.

## Демографія
Згідно з переписом 2010 року, у місті мешкало 1758 осіб у 665 домогосподарствах у складі 448 родин. Густота населення становила 298 осіб/км².  Було 717 помешкань (121/км²).
Расовий склад населення:
| - 96,0 % — білих - 1,0 % — чорних або афроамериканців - 1,0 % — азіатів - 0,1 % — корінних американців |

До двох чи більше рас належало 1,1 %. Частка іспаномовних становила 2,4 % від усіх жителів.
За віковим діапазоном населення розподілялося таким чином: 24,9 % — особи молодші 18 років, 52,9 % — особи у віці 18—64 років, 22,2 % — особи у віці 65 років та старші. Медіана віку мешканця становила 42,0 року. На 100 осіб жіночої статі у місті припадало 84,5 чоловіків;  на 100 жінок у віці від 18 років та старших — 79,3 чоловіків також старших 18 років.
Середній дохід на одне домашнє господарство  становив 83 619 доларів США (медіана — 52 372), а середній дохід на одну сім'ю — 100 301 долар (медіана — 68 500). Медіана доходів становила 46 786 доларів для чоловіків та 31 528 доларів для жінок. За межею бідності перебувало 5,3 % осіб, у тому числі 6,2 % дітей у віці до 18 років та 3,5 % осіб у віці 65 років та старших.
Цивільне працевлаштоване населення становило 872 особи. Основні галузі зайнятості: виробництво — 22,5 %, освіта, охорона здоров'я та соціальна допомога — 20,6 %, роздрібна торгівля — 10,4 %, мистецтво, розваги та відпочинок — 9,3 %.